# 美国棒球
棒球在美國是參與人數與觀看人數最多的體育運動之一。 美國最高級別的棒球賽事是美國職業棒球大聯盟。 美國職業棒球大聯盟世界大賽則是這項賽事的最高潮，於每年的十月舉行；世界大賽由美國聯盟與國家聯盟的冠軍進行七局三勝的季後賽來決定總冠軍的歸屬。
由於棒球在美國東北地區已經發展了150年，因此該地區賽事舉辦時間和追隨人數都要超過美國其他地區。
在美國的棒球賽事中，除了美國職業棒球大聯盟還有一個參與更加廣泛的美國職業棒球小聯盟；小聯盟幾乎覆蓋了全美所有中型城市。通常來說，小聯盟最高級別（AAA級別）的聯賽球隊都位於那些沒有大聯盟球隊卻在其他體育項目上擁有大球隊的城市；隨著球隊級別的降低，它們所處的城市規模也在減小。小聯盟的最低級別球隊通常由那些最缺乏經驗和最不具有前景的運動員所組成，算是整個聯盟的開發賽事系統；例如位於聯盟最底層的——新秀聯盟（Rookie Leagues），他們的賽事充斥了整個春訓階段且他們並不依靠聯賽賺錢。除了大聯盟與小聯盟之外，美國國內還存在著不少獨立職業棒球聯盟。其中較為出名的是大西洋聯盟，它們幾乎佔據了大部分的郊區，但是它們的球隊無法參與比它們技術更高的小聯盟賽事。
小聯盟之下的聯賽為大學夏季棒球聯賽，它們所佔據的城鎮甚至比小聯盟底端聯賽所佔據的城鎮還要小，這些城鎮通常無法負擔起職業聯賽。
夏季棒球賽事則是業餘棒球賽事，參與這些賽事的球隊通常會選擇那些非職業球員；而這些非職業球員也需要通過這些賽事來保持自己的技術水平以應對春季的大學賽事。
在美國所有有組織的棒球賽事裡，位於絕對最底端的是高級業餘棒球賽事（也稱為鄉鎮棒球隊賽事）；它們通常只在週末進行比賽。